# سپرمان
سپرمان روستایی در ولسوالی مرغاب از ولایت غور در کشور افغانستان است. باشنده گان از قوم  تاجیک اند. 
جستارهای وابسته
- ولایت غور